# توماس مانينغ
توماس مانينغ (2 سبتمبر 1884 بنورثامبتون في المملكة المتحدة - 22 نوفمبر 1975) (بالإنجليزية: Thomas Manning)‏ هو لاعب كريكت بريطاني (وحمل سابقاً جنسية المملكة المتحدة لبريطانيا العظمى وأيرلندا). لعب مع نادي مقاطعة نورثامبتونشير للكريكت ‏.

## وصلات خارجية
- توماس مانينغ على موقع إي آس بي آن كريك إنفو (الإنجليزية)